# فرگشت پرندگان

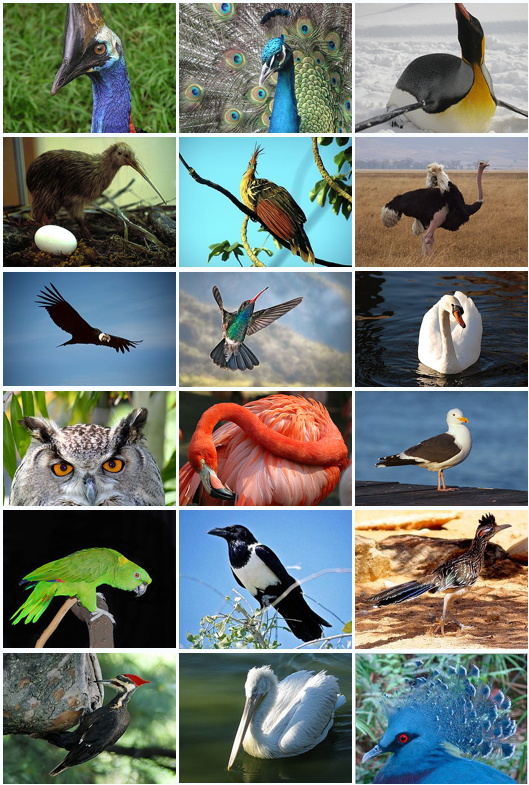
پرندگان جدید

به نظر می‌رسد که فرگشت پرندگان از دوران ژوراسیک آغاز شده باشد و نخستین پرندگان از گروه دایناسورهای ددپا باشند. در دسته بندی‌های زیست‌شناسی پرندگان برای خود تشکیل دهندهٔ یک رده اند.

## غازسانان و پرندگان آبزی
در مقایسه با دیگر سرده‌های پرندگان، غازسانان دارای فسیل‌های پیدا شده به نسبت بیشتری هستند، اگرچه بیشتر این فسیل‌ها ناکاملند و شامل استخوان‌های گوناگون و پراکنده از یک پرنده باستانی می‌شوند. برپایه داده‌های فسیلی، هاوارد عنوان کرد که پرندگان آبزی در آغاز ائوسن در ۳۷ تا ۵۵ میلیون سال پیش پدید آمدند. این یافته‌ها همچنین دلیلی بر اینکه پرندگان آبزی در دوره ژوراسیک وجود داشتند ارائه نمی‌دادند.

## فهرست منابع
- Baldassarre, Guy A.; Bolen, Eric G. (1994). Waterfowl Ecology and Management (به انگلیسی). John Wiley.

مشارکت‌کنندگان ویکی‌پدیا. «Evolution of birds». در دانشنامهٔ ویکی‌پدیای انگلیسی.